# Kościół Ścięcia św. Jana Chrzciciela w Poznaniu
Kościół Ścięcia św. Jana Chrzciciela – kościół parafialny znajdujący się przy ul. Sióstr Misjonarek na poznańskim Morasku.

## Historia
Wzmianki o drewnianym kościele parafialnym we wsi Morasko pochodzą z 1403 roku, lecz w 1507 pojawia się zapis o włączeniu osady do parafii z siedzibą w nieistniejącej obecnie wsi Chojnica (obecnie teren poligonu w Biedrusku) powstałej na przełomie XI i XII wieku.
We wsi Morasko, którą na początku XX wieku zakupiła Komisja Kolonizacyjna, powstała w latach 1908–1910 świątynia ewangelicka. W okresie dwudziestolecia międzywojennego morascy katolicy wznieśli własną świątynię - kościół Świętej Trójcy (zburzony w sierpniu 2017 roku).
W 1945 roku protestancka świątynia została opuszczona. W tym samym okresie, dewastacji zaczął ulegać kościół Ścięcia św. Jana Chrzciciela w Chojnicy. W związku z tym parafia przeniosła się do niszczejącego kościoła poewangelickiego nadając mu dzisiejsze wezwanie.

## Opis
Neobarokowy kościół na planie prostokąta. Wejście przez kruchtę w wieży, pojedyncza nawa nakryta płaskim stropem. Prostokątne prezbiterium, przykryte sklepieniem kolebkowym, pierwotnie pełniło funkcję zakrystii nad którą znajdował się chór muzyczny. Obecną funkcję pełni od 1945 roku. Wystrój tej części świątyni najprawdopodobniej przeniesiono z kościoła w Chojnicy. Są to obraz ukazujący ścięcie św. Jana Chrzciciela nad którym znajduje się pochodzący z drugiej połowy XVIII wieku barokowy krucyfiks i dwie rzeźby aniołów. Po bokach centralnego obrazu rzeźby apostołów Piotra i Pawła z około 1630 roku.

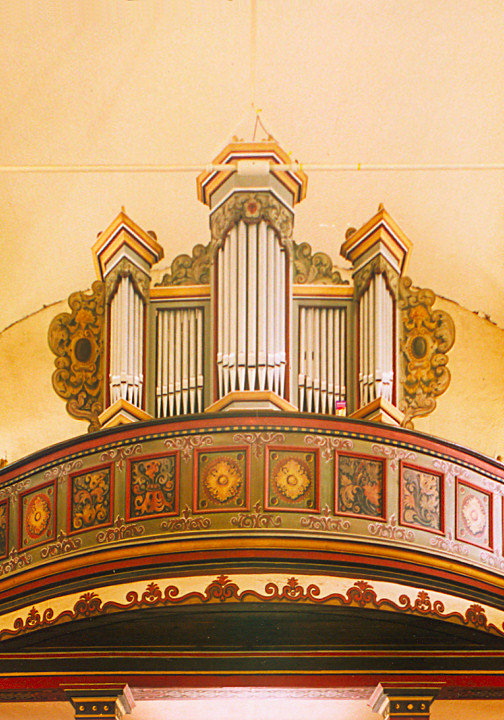
Organy

Na ścianach bocznych nawy znajdują się z trzech stron empory, których frontowe ściany zdobi polichromia o tematyce roślinnej. Naprzeciwko ołtarza na emporze organy z początku XX wieku.
Na ścianach nawy, przy prezbiterium obrazy Matki Boskiej Częstochowskiej i Serca Jezusowego. Po lewej od prezbiterium znajduje się eklektyczna chrzcielnica. Wystroju nawy dopełniają trzy konfesjonały, z których dwa w stylu rokokowym pochodzą z drugiej połowy XVIII wieku, zaś jeden powstał około 1900 roku.